# 安間志織
安間 志織（やすま しおり、1994年7月22日 - ）は、日本の女子バスケットボール選手である。ニックネームはレン。ポジションはガード。沖縄県出身。Wリーグのトヨタ自動車アンテロープス所属。

## 来歴
浜川小学校でバスケットボールを始め、北谷中学校で全国中学校バスケットボール大会優勝、中村学園女子高校に進みインターハイ・ウィンターカップいずれも準優勝。
拓殖大学進学後は全日本大学バスケットボール選手権大会でベスト8。
2017年1月、アーリーエントリーでトヨタ自動車アンテロープスに加入。
2017年ユニバーシアード日本代表に選ばれ銀メダル獲得。
Wリーグ2020-21シーズン、トヨタ自動車は初優勝し、安間がプレイオフMVPに選ばれた。
2021年、東京オリンピック日本代表候補に選出される。三井不動産カップ・ポルトガル戦でA代表の試合に初出場したが、オリンピックのロスターからは落選した。
2021年8月、ドイツの女子バスケットボール・ブンデスリーガ（DBBL）所属のアイスフォーゲルUSCフライブルクに移籍。2021-22シーズンは主力としてチーム初のリーグ優勝に貢献し、ファイナルのMVPを受賞した。
2022年6月、イタリアセリエA1のUmana Reyer ヴェネツィアに移籍。
2023年6月、トヨタ自動車への2年ぶり復帰が発表された。

## 経歴
- 浜川小→北谷中→中村学園女高→拓殖大→トヨタ自動車（2017年〜2021年）→アイスフォーゲルUSCフライブルク（2021年-2022年）→Umana Reyer ヴェネツィア（2022年-2023年）→トヨタ自動車（2023年-）

## 日本代表歴
- 2017ユニバーシアード
- 2018アジア競技大会
- 2021三井不動産カップ
- 2022ワールドカップ